# Mangaone (rivière de Hawke's Bay)
La rivière Mangaone  (en anglais : Mangaone River) est un cours d’eau de la région de  Hawke's Bay dans l’Île du nord de la Nouvelle-Zélande

## Géographie
Elle tire sa source de plusieurs torrents drainant les pentes de la chaîne de ‘Te Waka Range’ dans le secteur de la forêt de’Rukumoana’. La rivière s’écoule vers le sud-est à travers un pays de collines accidentées  jusqu’ à sa rencontre avec le fleuve Tutaekuri

(en) Land Information New Zealand, « détail emplacement: Mangaone (rivière de Hawke's Bay) », sur New Zealand Gazetteer